# Ochsenschenkel
Ochsenschenkel ist ein Gemeindeteil des Marktes Vestenbergsgreuth im Landkreis Erlangen-Höchstadt (Mittelfranken, Bayern). Ochsenschenkel liegt in der Gemarkung Kleinweisach.

## Geografie
Der Weiler liegt in einer Waldlichtung, im Westen wird das Waldgebiet Eichholz genannt. In der Nähe entspringt der Oberwinterbach, ein rechter Zufluss der Kleinen Weisach. Der Ort liegt etwas abseits der Kreisstraße ERH 19/NEA 3, die nach Oberwinterbach (1,3 km südlich) bzw. nach Gleißenberg (1,7 km nördlich) verläuft. Von der ERH 19 zweigt eine Gemeindeverbindungsstraße ab, die nach Frickenhöchstadt führt (1,1 km östlich).

## Geschichte
Der Ortsname soll sich von einem gleichlautenden Flurnamen ableiten, der nach seiner einem Rinderschenkel (bzw. Ochsenschenkel) ähnelnden Form  genannt wurde. Der Ort gehörte zum brandenburg-bayreuthischen Klosteramt Frauenaurach.
Im Rahmen des Gemeindeedikts wurde Ochsenschenkel dem 1808 gebildeten Steuerdistrikt Breitenlohe zugewiesen, 1810 dann dem neu gebildeten Steuerdistrikt Dutendorf. 1818 wurde die Ruralgemeinde Oberwinterbach gebildet, zu der der Ort gehörte. 1838 erfolgte die Umgemeindung nach Kleinweisach.
Am 1. Januar 1972 wurde Ochsenschenkel im Zuge der Gebietsreform in die neu gebildete Gemeinde Weisachgrund eingegliedert. Diese wurde am 1. Mai 1978 nach Vestenbergsgreuth eingegliedert.

## Einwohnerentwicklung
| Jahr      | 001819 | 001861 | 001871 | 001885 | 001900 | 001925 | 001950 | 001961 | 001970 | 001987 | 002020 |
| Einwohner | 43     | 51     | 45     | 58     | 46     | 50     | 64     | 52     | 51     | 32     | 42     |
| Häuser    |        |        |        | 8      | 8      | 8      | 9      | 9      |        | 8      |        |
| Quelle    | [ 9 ]  | [ 10 ] | [ 11 ] | [ 12 ] | [ 13 ] | [ 14 ] | [ 15 ] | [ 16 ] | [ 17 ] | [ 18 ] | [ 1 ]  |

## Religion
Der kleine Dorf ist seit der Reformation evangelisch-lutherisch geprägt und nach St. Maria (Kleinweisach) gepfarrt. Die Einwohner römisch-katholischer Konfession sind nach Kreuzerhöhung (Breitenlohe) gepfarrt.